# Eudonia dochmia
Eudonia dochmia là một loài bướm đêm trong họ Crambidae.